# Tour de France 2018/2. Etappe
Die 2. Etappe der Tour de France 2018 fand am 8. Juli 2018 statt. Die Flachetappe führte über 185 Kilometer von Mouilleron-Saint-Germain nach La Roche-sur-Yon.
Sprintsieger der Etappe wurde Peter Sagan (Bora-hansgrohe), der auch das Gelbe und Grüne Trikot übernahm, vor Sonny Colbrelli (Bahrain-Merida) und Arnaud Démare (Groupama-FDJ). Auf dem letzten Kilometer wurde unter anderem der bisherige Gesamtführende Fernando Gaviria durch einen Sturz aufgehalten.
Geprägt wurde die Etappe durch den Ausreißversuch von Sylvain Chavanel, der den Zwischensprint für die Punktewertung sowie den Bonussprint Point Bonus 14 Kilometer vor dem Ziel gewann und kurz darauf eingeholt wurde. Chavanel wurde für seine Flucht mit der Roten Rückennummer ausgezeichnet. Begleitet wurde er auf den ersten 30 Kilometern von Michael Gogl, der nach einer Behandlung seines Knies durch den Tourarzt zurückfiel und Dion Smith. Smith, der die einzige Bergwertung der vierten Kategorie im Sprint gewann und aufgrund seiner besseren Platzierung in der Gesamtwertung das Gepunktete Trikot vom punktgleichen Kévin Ledanois übernahm und sich kurz darauf zurückfallen ließ, um frisch für das Mannschaftszeitfahren der dritten Etappe zu bleiben.
Zwei Fahrer gaben das Rennen auf: Tsgabu Grmay mit Magenproblemen und Luis León Sánchez nach einem Ellenbogenbruch.